# ドラゴンボールZ 悟空激闘伝
『ドラゴンボールZ 悟空激闘伝』（ドラゴンボールゼット ごくうげきとうでん）は、1995年8月25日に日本のバンダイから発売されたゲームボーイ用ロールプレイングゲーム。
『ドラゴンボールZ 悟空飛翔伝』（1994年）の続編であり、フジテレビ系テレビアニメ『ドラゴンボールZ』（1989年 - 1996年）を題材としたゲームボーイ用ソフト第2作目である。戦闘システムは前作から一新され、登場キャラクターが増加している。
開発はベックが行い、スタッフは前作に引き続きプロデューサーは磯貝健夫、ディレクターは飯田和憲が担当している他、音楽は西澤洋が担当している。

## ゲーム内容

### システム
フィールド
悟飯、クリリン、ベジータの内一人を操作して（ステータス画面で変更可能）移動。地面から離れている時にAボタンを押せば舞空術ができる。移動中、目的地を指定し好きな場所に行くことができる。
フィールドにいる敵キャラクターと接触すると戦闘になる。ブルマの隠れ家かカエルに話しかけるとセーブできる。
戦闘
制限時間内に攻撃コマンドを入力し、それで闘う。相手の攻撃に合わせてBボタンを押せば防御できる。勝利すると経験値がもらえ、格闘、光弾、防御をどれだけ行ったかによりもその経験値が貰える（レベルアップの値に影響する）。一定値まで上がるとレベルアップ。
修行
悟空がナメック星に来るまででの6日間の重力修行。どこを鍛えるかのカリキュラムや修行時間、その激しさ、休憩時間を1日1回設定。疲労値が100%になると仙豆を1個消費し回復することができる。なお仙豆には限りがあり、使い過ぎてしまうと悟飯たちが回復できないままジースや悟空の身体を乗っ取ったギニューと戦うことになるため、限度を考える必要がある。

### ミニゲーム
特定の進行により発生する。
ミニゲーム1
孫悟飯を操作して、岩を動かして水中に沈んでいるドラゴンボールをとるゲーム。あまり長く潜っていると酸素ゲージがなくなるので、水面に出て呼吸しなくてはならない。ボールが取れればクリア。酸素が無くなるとやり直し。
ミニゲーム2
クリリンを操作して、動き回るカエルにエネルギー弾を当てるゲーム。対戦相手のネイルより先に4匹仕留めればクリア。
ミニゲーム3
クリリンを操作して、ドドリアから逃げ回るゲーム。画面下のドドリアの意欲ゲージがなくなるまで逃げ回ればクリア。ドドリアのエネルギー弾に当たると意欲ゲージが回復し、捕まると戦闘になる。
ミニゲーム4
パネルにあるボタンを制限時間内に全て押すゲーム。クリアしても特に何もない。

## 登場キャラクター

### Z戦士
孫悟空（ゲーム中では「ごくう」と表記）
主人公。6日間の重力修行を経てギニュー特戦隊、フリーザ戦にて使用可能。気が満タンの時気を溜めると界王拳ができる。太陽拳は相手の動きを逆転させることができる。
超サイヤ人孫悟空（ゲーム中では「ごくう2」と表記）
レベル20以下でフリーザに勝利すると登場。最高レベルだとフリーザに匹敵するほどのHPを持つ。また、通常クリアでも天下一武道会モードには登場する。
孫悟飯（ゲーム中では「ごはん」と表記）
悟空の息子。中盤から戦闘力が上がる。レベルは悟空と連動している。
クリリン
悟空の親友。最初期こそ悟飯よりHP・BP共に高い。悟空と同じく太陽拳を使用可能。
ベジータ
サイヤ人の王子。中盤までは単独で行動する。戦闘能力は高く、悟飯たちを超えている。
ピッコロ
ナメック星人。悟飯の師匠。ネイルとの同化を経てフリーザ戦で合流。悟空に継ぐ実力者だが、フリーザ戦まで一切戦闘できない。

### 敵キャラクター（ザコ）
スーイ
フリーザの手下。グラフィックは原作に登場した偵察員。ザコ最弱。防御をすることもなく、ビームガンしか撃ってこない。HP、戦闘力共に840。
バナン
フリーザの手下。グラフィックは原作に登場した偵察員。防御はせずに、主に格闘戦を仕掛けてくる。HP、戦闘力共に980。
ラーズベリフリーザの手下。ドドリア撃破後に出現するようになる。攻撃はビームガンのみだが、防御もする。HPは1800、戦闘力は1250。
アプール
フリーザの手下。ザーボン撃破後に出現するようになる。エネルギー波のほか格闘戦も仕掛けてくるバランス型。HPは2900、戦闘力は1520。
ナップル
フリーザの手下。アプールと同様に、ザーボン撃破後に出現するようになる。ザコの中では最高の戦闘力を誇る。HPは3300、戦闘力は1825。

### 敵キャラクター（ボス）
キュイ
フリーザの部下。ベジータのライバル。初期のベジータとほぼ同等の戦闘力を持つ（少し高めの19080）。
ドドリア
フリーザの側近。イベントにて悟飯たちとも戦うことにもなる。HPは9600、戦闘力は21500。
ザーボン1
フリーザの側近。この状態だとドドリアよりHPは低い上防御もしない。HPは8300、戦闘力は20400。
ザーボン2
変身したザーボン。HPが1万を越え、防御もするようになる。HPは倍の16600、戦闘力は34000。
ギニュー
ギニュー特戦隊隊長。戦闘力は120000で、さらに2倍近くまで上昇させることもできる（原作では120000が最高値）。HPも通常戦闘力と同等の120000。
リクーム
ギニュー特戦隊隊員。隊員の中では最も戦闘力が高い。二度戦うことになる。HPは46000、戦闘力は52000。
ジース
ギニュー特戦隊隊員。HPは42000、戦闘力は50120。
バータ
ギニュー特戦隊隊員。移動力が非常に高く、格闘戦を仕掛けてくる。しかしその反面防御をしないという特性がある。HPは50200、戦闘力は50600。
グルド
ギニュー特戦隊隊員。原作と違い、動きを止めつつ攻撃を仕掛けてくる。HPは10000、戦闘力は11850。
フリーザ1
不老不死を目論む宇宙の帝王。今作の最終ボスであり連戦となる。HPは150000、戦闘力は原作の約半分の250000。光弾系の技は使わず、接近してのダッシュ格闘を行う。
フリーザ2
第2形態。HPは200000、原作と違いこの段階で戦闘力530000。誘導エネルギー波も使うようになり、爆発波はマップ全体に渡る防御困難な技である。
フリーザ3
大柄な第3形態。連続エネルギー弾で主に攻撃してくる。HPは300000、戦闘力は110万。
フリーザ4
最終形態。普通にプレイした場合はこの形態がラストバトルとなる。スピードも速く、多彩な攻撃を仕掛けてくる。HPは400000、戦闘力は250万。
ある程度ダメージを与えるとイベントが起こり、悟空が元気玉を放って戦闘終了となる。
フリーザ（フルパワー）
悟空が超サイヤ人に覚醒した場合（低レベルでフリーザ4を倒す）のみ登場し、天下一武道会モードには未登場。立ち絵はオリジナルのものがあるが、技を出す時のモーションはフリーザ4と同様。技の威力などがさらに上がっている。HPは500000、戦闘力は500万。

## スタッフ
- エグゼクティブ・プロデューサー：間庭英作、尾形和正
- プロデューサー：磯貝健夫
- アシスタント・プロデューサー：鈴木敏弘
- ディレクター：飯田和憲
- チーフ・プログラマー：きよのみつとし
- プログラマー：鎌田政宏、ふじわらひろあき
- CGデザイナー：高屋敷哲、佐原美奈子
- サウンド：西澤洋
- スペシャル・サンクス：金澤享、秋山直樹、寺田一洋、高橋誠、たかやしきまなぶ、あきひでなおえ
- ゲーム・デザイナー：高屋敷哲、インターベック
- アシストワーク：渡辺浩孝、稲垣浩文、内山大輔、河阪由美子
- 週刊少年ジャンプ・スタッフ：堀江信彦、武田冬門、大塚久永
- Vジャンプ・スタッフ：鳥嶋和彦、岡本堅史、松本常男、赤松直人、清野義孝、岩原誠、岩岡としえ

## 評価
ゲーム誌『ファミ通』の「クロスレビュー」では、6・3・5・4の合計18点（満40点）、『ファミリーコンピュータMagazine』の読者投票による「ゲーム通信簿」での評価は以下の通りとなっており、21.4点（満30点）となっている。
| 項目 | キャラクタ | 音楽 | お買得度 | 操作性 | 熱中度 | オリジナリティ | 総合 |
| 得点 | 3.9        | 3.5  | 3.4      | 3.4    | 3.7    | 3.5            | 21.4 |